# Rubén Coa Aguilar
Rubén Rolando Coa Aguilar (provincia de Espinar, Cusco, 21 de marzo de 1966) es un político peruano.

## Biografía
Nacido en Yauri, en la provincia de Espinar, departamento del Cusco, Perú. Cursó sus estudios primarios en su localidad de nacimiento y los secundarios en la Gran Unidad Escolar Inca Garcilaso de la Vega de la ciudad del Cusco. Luego, entre 1985 y 1990 cursó la carrera de Antropología en la Universidad Nacional San Antonio Abad del Cusco.
Ha trabajado como coordinador del proyecto Puho para la Asociación de Servicios Educativos Rurales, en Puno, y como antropólogo y promotor cultural para la Asociación Arariwa del Cusco.
En las elecciones municipales de 1998 fue elegido regidor provincial en la provincia de Espinar por el Movimiento de Integración Kana (Minca), cargo que ocupó entre los años 1999 y 2002. En las elecciones parlamentarias realizadas en Perú el 10 de abril de 2011 postuló como candidato al Congreso por la circunscripción del Cusco por Gana Perú. Obtuvo 43.720 votos preferenciales, resultando electo congresista para el período 2011-2016.